# Ehcache
Ehcache ist eine freie Software für die Umsetzung von Caches in Java-Programmen. Sie ermöglicht die Umsetzung lokaler und verteilter Caches im Hauptspeicher oder auf Festplatten.
Ehcache wird unter der Apache-Lizenz 2.0 und in drei unterschiedlichen Enterprise Versionen vertrieben.

## Fähigkeiten
Ehcache basiert auf einer einfachen Programmierschnittstelle und hat kaum Abhängigkeiten zu weiterer Software. Damit ist Ehcache einfach auch in bestehende Java Applikationen einzubauen. Weiterhin unterstützt Ehcache Replikation der Daten, Notifikation der Anwendung von den Cache betreffenden Ereignissen, die Umsetzung von Cache-Lademechanismen, Cache-Erweiterungen und Cache-Ausnahmebehandlungen, sowie Programmierschnittstellen für den Zugriff mittels Webservices via Representational State Transfer oder SOAP.
Ehcache implementiert die JCACHE API (JSR107), erlaubt das Monitoren des Caches via Java Management Extensions und unterstützt Transaktionen mittels der Java Transaction API.

## Geschichte
Ehcache wurde 2003 von Greg Luck als Open-Source-Software entwickelt. 2009 wurde das Projekt von Terracotta gekauft – Terracotta bietet neben der Open Source Version auch kostenpflichtigen Support für Ehcache.
Greg Luck ist weiterhin Maintainer von Ehcache; er ist auch im Expert Committee für die JCACHE API (JSR107).